# Amt Mildenfurth
Das Amt Mildenfurth war eine im Neustädter Kreis gelegene territoriale Verwaltungseinheit des 1806 in ein Königreich umgewandelten Kurfürstentums Sachsen. Zwischen 1657 und 1718 gehörte das Amt zum albertinischen Sekundogenitur-Fürstentum Sachsen-Zeitz.
Bis zur Abtretung an Preußen 1815 und der Angliederung an das Großherzogtum Sachsen-Weimar-Eisenach im Jahr 1816 bildete es als sächsisches Amt den räumlichen Bezugspunkt für die Einforderung landesherrlicher Abgaben und Frondienste, für Polizei, Rechtsprechung und Heeresfolge.

## Geographische Ausdehnung
Das Amt Mildenfurth lag im thüringischen Vogtland nordöstlich der Stadt Weida an der Mündung der Weida in die Weiße Elster. Das Amtsgebiet bestand aus zwei Teilen mit insgesamt sechs Orten an beiden Ufern der Weida. Es wurde an drei Seiten vom Amt Weida umschlossen.
Der Ort Großfalka ist heute ein Stadtteil von Gera. Die anderen Orte des Amts gehören heute zur Stadt Berga-Wünschendorf (Landkreis Greiz) im Südosten des Freistaats Thüringen.

## Angrenzende Verwaltungseinheiten
Das Amt Mildenfurth wurde an drei Seiten vom Amt Weida umschlossen.
| Amt Weida | Fürstentum Reuß jüngerer Linie (Gera) und Amt Borna (Exklave Ziegenhierdsches Ländchen) | Herzogtum Sachsen-Altenburg (Ostkreis)      |
| Amt Weida | Kompassrose, die auf Nachbargemeinden zeigt                                             | Herzogtum Sachsen-Meiningen (Exklave Mosen) |
|           | Amt Weida                                                                               | Amt Weida                                   |

## Geschichte

### Frühgeschichte
Bevor sich deutsche Siedler um das Jahr 1000 in dem Gebiet Zusammenfluss von Weißer Elster und Weida niederließen, bewohnten Slawen die Region. Darauf weist auch noch der Ortsname von Wünschendorf hin, der sich von Wendendorf – Windischendorf ableitet. Der heute  Veitsberg genannte Bergrücken soll zunächst eine Burg getragen haben, von der man die sechs Furten über die Weiße Elster kontrollieren und beschützen konnte.
Eine dieser Furten über die Milde, wie dieser Abschnitt der Weida im Hochmittelalter hieß, befand sich in Mildenfurth. Wahrscheinlich erhielt der Fluss im Zuge der deutschen Besiedlung des Vogtlandes, welche von Norden her stattfand, diesen Namen.

### Vögte von Weida
Die Ministerialenfamilie der Vögte von Weida siedelte wohl von Thüringen wahrscheinlich schon vor der Mitte des 12. Jahrhunderts in das Gebiet der mittleren und oberen Weißen Elster über. Der erste Vogt Erkenbert I. kam nach Veitsberg. Sein Sohn Erkenbert II. begann mit dem Bau der Altstadtburg, die etwa am Standort des Freihauses auf dem Wieden gestanden haben soll. In ihrem Schutz entstand ein Marktflecken.
Den seit 1209 geführten Vogttitel der Herrscherfamilie darf man wohl auf die Vogteirechte des umfangreichen Besitzes des Stifts Quedlinburg in und um Gera zurückführen. Die Vögte stiegen rasch in den Herrenstand auf, Kaiser Ludwig der Bayer bestätigte ihnen 1329 fürstengleichen Rang. Mehrfach waren sie als Reichslandrichter im Egerland und Pleißenland tätig. Die Linie der Vögte von Weida endete 1531.

### Die Klöster Mildenfurth und Cronschwitz
1193 wurde unweit des Ortes Wünschendorf das Prämonstratenserkloster Mildenfurth durch Vogt Heinrich II. von Weida als Hauskloster und Grablege gestiftet, der 1209 weitere umfangreiche Schenkungen folgten. Danach ging der ursprüngliche Ortsname „Mildenfurth“ für Wünschendorf (1209: in slavica villa Mildenvorde) allmählich auf das Kloster über. Die umliegenden Orte, welche den Vögten von Weida unterstanden, kamen in den Besitz des Prämonstratenserklosters Mildenfurth.
Im Jahr 1238 stiftete Jutta aus dem Geschlecht der Herren von Straßberg, die Gemahlin Heinrichs IV. (um 1182–1249), Vogt von Weida, mit dem Dominikanerinnen-Kloster Cronschwitz ein weiteres Hauskloster für weibliche Familienangehörige und den vogtländischen Adel.

### Ernestinisches Sachsen
Vor allem unter Kaiser Karl IV. setzte der Machtverfall der Vögte von Weida ein. Als Folge des Vogtländischen Kriegs kam das Gebiet der Vögte von Weida, zu dem das spätere Amt Weida und das Kloster Mildenfurth mit seinen Besitzungen gehörte, 1354 unter die Lehnsherrschaft der Wettiner. In der Zeit von 1410 bis 1427 fiel das Gebiet durch Tausch an die wettinischen Markgrafen von Meißen.
Nach der Leipziger Teilung 1485 gehörte das Gebiet des Klosters Mildenfurth zur ernestinischen Linie der Wettiner.
1526 wurde in der Gegend die Reformation eingeführt. Dadurch kam der Klosterbesitz von Mildenfurth und Cronschwitz im Jahr 1529 unter Zwangsverwaltung der wettinischen Kurfürsten von Sachsen. 1543 wurde die Aufhebung der Klöster vollzogen und der Landbesitz in das kurfürstliche "Amt Mildenfurth" umgewandelt.
Zwischen 1543 und 1617 war das Amt Mildenfurth als Rittergut verlehnt und wurde meist gemeinsam mit dem benachbarten Amt Weida erwähnt. 1544 wurde das Gelände der Klöster Mildenfurth und Cronschwitz an Matthes von Wallenrod aus Coburg verkauft, der Mildenfurth 1556 zum Renaissanceschloss umbauen ließ.

### Albertinisches Sachsen
Nach der Niederlage der Ernestiner im Schmalkaldischen Krieg im Jahr 1547 verblieb das Amt Mildenfurth im ernestinischen Herzogtum Sachsen. 1567 kam es infolge der Grumbachschen Händel nach der Reichsexekution gegen den mit der Reichsacht belegten Herzog Johann Friedrich II. als Sicherheit (Pfandbesitz) an die albertinische Linie und wurde als „assekuriertes Amt“ bezeichnet.
Nachdem Kurfürst Johann Georg I. die Liegenschaften von Mildenfurth im Jahr 1617 gekauft hatte, wurde das Schloss Mildenfurth und das ehemalige Kloster Cronschwitz in ein sächsisches Kammergut umgewandelt.
1660 wurde das Amt Mildenfurth völlig an die Albertiner abgetreten und bildete seitdem mit den Ämtern Weida, Arnshaugk und Ziegenrück den Neustädtischen Kreis des Kurfürstentums Sachsen. Zwischen 1657 und 1718 gehörte der Neustädter Kreis und seine vier Ämter zum Sekundogenitur-Fürstentum Sachsen-Zeitz.
1788 wurde der Amtssitz von Mildenfurth nach Weida verlegt, von dort wurden die Ämter Weida und Mildenfurth von nun an gemeinsam verwaltet.

### Preußen bzw. Sachsen-Weimar-Eisenach
In Folge der Niederlage des Königreichs Sachsen wurden auf dem Wiener Kongress im Jahr 1815 Gebietsabtretungen an das Königreich Preußen beschlossen, was u. a. zunächst den gesamten Neustädter Kreis mit seinen vier Ämtern betraf.
Da sich das Königreich Preußen aber in Art. 37 der Kongreßakte verpflichtet hatte, dem Großherzog von Sachsen-Weimar-Eisenach an dessen Fürstentum Weimar angrenzende oder benachbarte Gebiete mit mindestens 50.000 Einwohnern abzutreten, einigten sich Preußen und Sachsen-Weimar-Eisenach in separaten Verhandlungen auf die Abtretung (unter anderen) der östlichen Teile des Neustädter Kreises, so dass nur ein Rest, d. h. die Westteile der Ämter Ziegenrück (mit Ziegenrück und den Saaleübergängen) und Arnshaugk (mit der Gegend um Ranis und der Exklave Kamsdorf), bei Preußen blieb. So kam das Territorium der Ämter Arnshaugk (größerer Ostteil) mit Ziegenrück (kleinerer Ostteil), Weida und Mildenfurth an das Großherzogtum, wo es ebenfalls als „Neustädter Kreis“ bezeichnet, den südöstlichen der drei großen Landesteile bildete.
Das Amt Mildenfurth wurde 1815 aufgehoben, die Gutsanlage bestand als Kammergut des Großherzogtums Sachsen-Weimar-Eisenach weiter.

### Nachfolger  des Amts Mildenfurth
1868 wurde im Großherzogtum Sachsen-Weimar-Eisenach aus dem Neustädter Kreis der Verwaltungsbezirk Neustadt an der Orla gebildet, welcher auch im Freistaat Sachsen-Weimar-Eisenach (1918–1920) eine Gebietseinheit blieb.
Nach der Bildung des Landes Thüringen im Jahr 1920 wurde der Verwaltungsbezirk Neustadt an der Orla aufgelöst und den Landkreisen Gera, Greiz, Jena-Roda und Schleiz zugeordnet.
Das Kammergut Mildenfurth wurde im Zuge der Bodenreform in der DDR nach 1945 enteignet und dem Landkreis Gera übertragen. Mit der Verwaltungsreform von 1952 gehörte das Gebiet des ehemaligen Amts Mildenfurth zum Kreis Gera-Land im Bezirk Gera.
Am 17. Mai 1990 wurde der Kreis Gera-Land in Landkreis Gera umbenannt. Mit der Wiedererrichtung der Länder auf dem Gebiet der DDR im Jahre 1990 wurden die Bezirke aufgelöst. Der Landkreis Gera wurde dem Land Thüringen (ab 1994 Freistaat Thüringen) zugeordnet. Mit der Kreisgebietsreform, die am 1. Juli 1994 in Kraft trat, wurde der Landkreis Gera aufgelöst. Großfalka wurde in die kreisfreie Stadt Gera eingegliedert, die anderen Orte des ehemaligen Amts Mildenfurth mit Wünschendorf/Elster wurden dem Landkreis Greiz zugeschlagen.

## Zugehörige Orte
Dörfer
- Mildenfurth mit dem ehemaligen Kloster Mildenfurth
- Cronschwitz
- Großfalka
- Untitz
- Veitsberg
- Wünschendorf/Elster

Anderer Besitz
- Mildenfurther Klostermühle (1260 erstmals urkundlich genannt)

## Amtmänner
u. a.
- Hans Georg von Schleinitz (* 30. Januar 1599; † 8. April 1666)